# Liste der denkmalgeschützten Objekte in Mittelberg (Vorarlberg)
Die Liste der denkmalgeschützten Objekte in Mittelberg enthält die 30 denkmalgeschützten, unbeweglichen Objekte der Gemeinde Mittelberg im Vorarlberger Kleinwalsertal.

## Denkmäler
| Foto |                 | Denkmal                                                                                   | Standort                                                                | Beschreibung | Metadaten |
| ---- | --------------- | ----------------------------------------------------------------------------------------- | ----------------------------------------------------------------------- | --- | --- |
| ja   | Datei hochladen | Pfarrhof Riezlern HERIS-ID: 25402 Objekt-ID: 21829                                        | Alte Schwendestraße 1 Standort KG: Mittelberg                           | | BDA-Hist.: Q37893383 Status: Bescheid Stand der BDA-Liste: 2025-06-30 Name: Pfarrhof Riezlern GstNr.: 130 Pfarrhof Riezlern                                                  |
| ja   | Datei hochladen | Evang. Pfarrkirche A.B., Evangelische Kreuzkirche HERIS-ID: 25409 Objekt-ID: 21836        | Am Berg 6 Standort KG: Mittelberg                                       | Die evangelisch-lutherische Kreuzkirche Hirschegg, 1952/1953 nach Plänen von Gustav Gsaenger errichtet, verfügt über ein asymmetrisches, im Grundriss annähernd eiförmiges Kirchenschiff mit Satteldach und einen daran angebauten eckigen Turm mit Zeltdach. Unter einem gemeinsamen Pultdach liegen die Vorhalle und die Sakristei. 1960 wurde die Kirche durch einen Anbau erweitert. 1962 entstanden zudem ein Pfarrhaus und ein Mesnerhaus.                                                                                   | BDA-Hist.: Q1116704 Status: § 2a Stand der BDA-Liste: 2025-06-30 Name: Evang. Pfarrkirche A.B., Evangelische Kreuzkirche GstNr.: 2081/6 Kreuzkirche Hirschegg                |
| ja   | Datei hochladen | Wohnhaus, ehem. Schul- und Kaplanhaus HERIS-ID: 25411 Objekt-ID: 21838                    | Am Höhenweg 5 Standort KG: Mittelberg                                   | Das Kaplanhaus wurde 1714 errichtet. Ab 1770 diente es auch als Schule. 1814 wurde im hinteren Teil eine Schulstube angebaut. Ein neues Klassenzimmer entstand 1836. Die Kaplanstelle war bis 1879 besetzt. Die einklassige Volksschule schloss 1968. | BDA-Hist.: Q17591839 Status: § 2a Stand der BDA-Liste: 2025-06-30 Name: Wohnhaus, ehem. Schul- und Kaplanhaus GstNr.: 3181/1 Schul- und Kaplanhaus, Baad                     |
| ja   | Datei hochladen | Wohnhaus, Altes Gemeindehaus (ehemaliges Gericht) HERIS-ID: 25408 Objekt-ID: 21835        | Am Sonnenbühl 2 Standort KG: Mittelberg                                 | Das ehemalige Gemeinde- bzw. Gerichtshaus ist im Kern spätgotisch. | BDA-Hist.: Q37893411 Status: § 2a Stand der BDA-Liste: 2025-06-30 Name: Wohnhaus, Altes Gemeindehaus (ehemaliges Gericht) GstNr.: 2090/2                                     |
| ja   | Datei hochladen | Bauernhof, Paarhof HERIS-ID: 25387 Objekt-ID: 21814                                       | Außernebenwasser 3 Standort KG: Mittelberg                              | Dieser Vorsäß-Paarhof mit Wohngebäude und frei stehendem Stall wurde im 17. Jahrhundert errichtet. Die zum Tal blickende Giebelfront wurde im 19. Jahrhundert verputzt. | BDA-Hist.: Q37893223 Status: Bescheid Stand der BDA-Liste: 2025-06-30 Name: Bauernhof, Paarhof GstNr.: 1790                                                                  |
| ja   | Datei hochladen | Kuratienkirche hl. Martin HERIS-ID: 25410 Objekt-ID: 21837                                | in Baad Standort KG: Mittelberg                                         | Die Expositurkirche Baad, 1855 geweiht, hat ein südlich ausgerichtetes Langhaus unter einem gemeinsamen Dach mit dem eingezogenen Chor, über dem sich ein Glockenturm mit Zwiebelhaube erhebt. | BDA-Hist.: Q2321043 Status: § 2a Stand der BDA-Liste: 2025-06-30 Name: Kuratienkirche hl. Martin GstNr.: .859 St. Martin (Baad)                                              |
| ja   | Datei hochladen | Prähistorischer Silexabbau Feuersteinmähder HERIS-ID: 206271seit 2022                     | Bernhardagemstelalpe (Alphütte Otmar Heim), bei Standort KG: Mittelberg | Die Befunde für einen prähistorischen Abbau von Silex (Feuerstein) an dieser Örtlichkeit werden auf das Mesolithikum/Neolithikum datiert. Anmerkung: großflächiges Gebiet, Koordinaten an einer Grundstücksgrenze | BDA-Hist.: Q112971562 Status: Bescheid Stand der BDA-Liste: 2025-06-30 Name: Prähistorischer Silexabbau Feuersteinmähder GstNr.: .918/1, 3469, 3471                          |
| ja   | Datei hochladen | Bauernhof (Anlage) HERIS-ID: 25389 Objekt-ID: 21816                                       | Bödmerstraße 82 Standort KG: Mittelberg                                 | Das Walserhaus in der Bödmerstraße 82, typischerweise mit quer zur Talachse stehendem Giebel und sonnenzugewandtem Eingangsbereich („Brüüge“), wurde 1552 als Einraumhaus errichtet und ab 1557 mehrmals erweitert. 1602 entstand im Nordosten ein zweiter Keller, es wurde eine Kammer und eine Oberkammer angebaut und die Küche unterkellert. Das heutige Erscheinungsbild geht auf das Jahr 1649 zurück, als das Haus um eine Vorratskammer, einen Pferdestall und einen Holzschopf erweitert wurde.                           | BDA-Hist.: Q37893262 Status: Bescheid Stand der BDA-Liste: 2025-06-30 Name: Bauernhof (Anlage) GstNr.: .823, .824 Farmhouse Bödmerstraße 82, Mittelberg                      |
| ja   | Datei hochladen | Stallscheune HERIS-ID: 111547 Objekt-ID: 129445seit 2012                                  | westlich Eggstraße 8 Standort KG: Mittelberg                            | Oberhalb der Eggstraße steht eine Stallscheune aus dem 16. Jahrhundert, die im 19. Jahrhundert zuletzt umgebaut wurde. | BDA-Hist.: Q37824715 Status: Bescheid Stand der BDA-Liste: 2025-06-30 Name: Stallscheune GstNr.: 1613/2 Stallscheune near Eggstraße 8, 10, Riezlern                          |
| ja   | Datei hochladen | Wohnhaus HERIS-ID: 25384 Objekt-ID: 21811                                                 | Gemstelboden 4 Standort KG: Mittelberg                                  | An der Adresse Gemstelboden 4 steht ein zweistöckiges charakteristisches Walserhaus ohne Zufahrt, von einer Wiese umgeben. Es ist durch ein Holzschindeldach gedeckt. Als Besitzer wurden 1795 ein Andreas Riezler und seine Tochter erwähnt. | BDA-Hist.: Q37893172 Status: Bescheid Stand der BDA-Liste: 2025-06-30 Name: Wohnhaus GstNr.: 3455/2                                                                          |
| ja   | Datei hochladen | Bauernhaus HERIS-ID: 13842 Objekt-ID: 10056                                               | Gemstelweg 4 Standort KG: Mittelberg                                    | Das Walserhaus am Gemstelweg 4, als Einraumhaus ohne Keller errichtet, wurde 1718 bergseitig (südwestlich) erweitert. Untypisch ist die im Zuge der Erweiterung im Nordosten statt an der Sonnenseite angebrachte Haustür. Im älteren Bauteil befinden sich Stube und Oberstube, in der Erweiterung Kammer und Küche. Durch das noch erkennbare „Pestloch“ im Stubenbereich wurden im 17. Jahrhundert die an der Pest erkrankten Bewohner von außen versorgt.                                                                      | BDA-Hist.: Q37715100 Status: Bescheid Stand der BDA-Liste: 2025-06-30 Name: Bauernhaus GstNr.: .829                                                                          |
| ja   | Datei hochladen | Kath. Pfarrkirche hl. Anna in Hirschegg HERIS-ID: 25405 Objekt-ID: 21832                  | Hirschegg Standort KG: Mittelberg                                       | Die Pfarrkirche Hirschegg wurde an Stelle einer bereits im frühen 16. Jahrhundert erwähnten Kapelle, die nach mehrfacher Erweiterung 1792 zur Pfarrkirche erhoben worden war, ab 1805 unter maßgeblicher Mitarbeit von Baumeister Georg Mathis und Maurermeister Josef Zengerle errichtet und 1806 geweiht. Ihr südlich ausgerichtetes Langhaus und der eingezogene Chor liegen unter einem gemeinsamen Satteldach. Der Kirchturm mit Giebelspitzhelm erhebt sich im Südosten, die Sakristei ist südlich an das Langhaus angebaut. | BDA-Hist.: Q15240754 Status: § 2a Stand der BDA-Liste: 2025-06-30 Name: Kath. Pfarrkirche hl. Anna in Hirschegg GstNr.: .474 St. Anna (Hirschegg)                            |
| ja   | Datei hochladen | Kapelle Mariahilf HERIS-ID: 25396 Objekt-ID: 21823                                        | Hirschegg, Leidtobel Standort KG: Mittelberg                            | Der ältere Teil der Mariahilfkapelle, unter einem Satteldach mit Glockendachreiter liegend, wurde 1891/1892 an Stelle einer bereits 1730 erwähnten Kapelle errichtet. 1919 entstand als Erweiterung ein achteckiger Zentralbau mit Zeltdach und Rundbogenfenstern. Im Inneren befindet sich unter anderem eine 1510 im Allgäu angefertigte und 1919 neu gefasste Figur vom Typ Maria mit Kind. | BDA-Hist.: Q15815648 Status: § 2a Stand der BDA-Liste: 2025-06-30 Name: Kapelle Mariahilf GstNr.: .479/2                                                                     |
| ja   | Datei hochladen | Bauernhof, Paarhof HERIS-ID: 25385 Objekt-ID: 21812                                       | Höfle 47 Standort KG: Mittelberg                                        | Der Bergbauernhof an der Adresse Höfle 47 ist ein Paarhof von walserischem Bautyp. | BDA-Hist.: Q37893190 Status: Bescheid Stand der BDA-Liste: 2025-06-30 Name: Bauernhof, Paarhof GstNr.: 3672                                                                  |
| ja   | Datei hochladen | Fatimakapelle HERIS-ID: 25401 Objekt-ID: 21828                                            | Innerschwende Standort KG: Mittelberg                                   | Die nach Westen ausgerichtete Kapelle mit Glockentürmchen im Südosten wurde in den Jahren 1947 bis 1950 zum Dank für den Schutz in Kriegsjahren errichtet. Die Fresken und Glasmalereien im Innenraum stammen aus dem Jahr 1949. | BDA-Hist.: Q37893360 Status: § 2a Stand der BDA-Liste: 2025-06-30 Name: Fatimakapelle GstNr.: .1326 Fatimakapelle Innerschwende                                              |
| ja   | Datei hochladen | Pfarrhof HERIS-ID: 5682 Objekt-ID: 1553                                                   | Kirchplatz 2 Standort KG: Mittelberg                                    | | BDA-Hist.: Q37846995 Status: § 2a Stand der BDA-Liste: 2025-06-30 Name: Pfarrhof GstNr.: 2796                                                                                |
| ja   | Datei hochladen | Mesnerhaus HERIS-ID: 5683 Objekt-ID: 1554                                                 | Kirchplatz 4 Standort KG: Mittelberg                                    | | BDA-Hist.: Q37847065 Status: § 2a Stand der BDA-Liste: 2025-06-30 Name: Mesnerhaus GstNr.: 2792/1                                                                            |
| ja   | Datei hochladen | Kleindenkmal Ausrufstein HERIS-ID: 5684 Objekt-ID: 1555                                   | Kirchplatz 4 Standort KG: Mittelberg                                    | Der sogenannte Ausrufstein, eine leicht erhöhte Steinplattform mit einem Gewicht von 1,8 Tonnen, wurde laut einem Relief an der Stirnseite im Jahr 1595 gesetzt und diente bis zur Einführung des Amtsblattes im Jahr 1919 als Ort zur Bekanntgabe wichtiger Mitteilungen durch den Amtsdiener (‚Weibel‘). | BDA-Hist.: Q17521417 Status: § 2a Stand der BDA-Liste: 2025-06-30 Name: Kleindenkmal Ausrufstein GstNr.: 2802/2 Ausrufestein Mittelberg                                      |
| ja   | Datei hochladen | Straßenbrücke, Leidtobelbrücke HERIS-ID: 25395 Objekt-ID: 21822                           | Leidtobelweg Standort KG: Mittelberg                                    | Die Leidtobelbrücke ist eine durch ein Walmdach gedeckte Holzbrücke über die Breitach, die 1840 errichtet wurde. Erstmals wurde eine Brücke an dieser Stelle im Jahr 1587 urkundlich erwähnt. | BDA-Hist.: Q15825539 Status: § 2a Stand der BDA-Liste: 2025-06-30 Name: Straßenbrücke, Leidtobelbrücke GstNr.: 3842, 3855/1 Leidtobelbrücke, Mittelberg                      |
| ja   | Datei hochladen | Lourdeskapelle HERIS-ID: 5685 Objekt-ID: 1556                                             | in Mittelberg Standort KG: Mittelberg                                   | Die Lourdeskapelle beim Friedhof von Mittelberg, ein tonnengewölbter Rechteckbau mit eingezogenem Chor, 5⁄8-Schluss, Satteldach und Glockendachreiter wurde 1897 errichtet. Ihr Stifter war der Baumeister Friedrich Mathies. Die Außenmauer läuft zum Schutz vor Lawinen spitz zu. | BDA-Hist.: Q15832793 Status: § 2a Stand der BDA-Liste: 2025-06-30 Name: Lourdeskapelle GstNr.: .980 Lourdeskapelle (Mittelberg)                                              |
| ja   | Datei hochladen | Kath. Pfarrkirche hl. Jodok HERIS-ID: 25412 Objekt-ID: 21839                              | in Mittelberg Standort KG: Mittelberg                                   | Die Kirche der seit 1391 bestehenden Pfarre Mittelberg wurde 1463 anstelle des Vorgängerbaus neu errichtet. 1693 wurde sie barockisiert und erweitert. Das fünfachsige Langhaus und der eingezogene Chor mit 3⁄8-Schluss liegen unter einem gemeinsamen Satteldach. Im Osten erhebt sich ein 66 Meter hoher Turm mit Spitzgiebelhelm. Im Langaus sind unter anderem ein Taufstein mit der Jahreszahl 1496 sowie bemerkenswerte spätgotische Fresken aus der Zeit um 1470 zu sehen.                                                 | BDA-Hist.: Q2319035 Status: § 2a Stand der BDA-Liste: 2025-06-30 Name: Kath. Pfarrkirche hl. Jodok GstNr.: 2802/1, 2802/2 St. Jodok (Mittelberg)                             |
| ja   | Datei hochladen | Wohnhaus, Nazesch-Haus, Nazl-Haus HERIS-ID: 25391 Objekt-ID: 21818                        | Schöntalweg 3 Standort KG: Mittelberg                                   | Das sogenannte Nazesch-Haus (Nazesch Hus) ist ein Walserhaus aus dem Jahr 1697. | BDA-Hist.: Q37893296 Status: Bescheid Stand der BDA-Liste: 2025-06-30 Name: Wohnhaus, Nazesch-Haus, Nazl-Haus GstNr.: 2027/5                                                 |
| ja   | Datei hochladen | Bauernhof, Paarhof HERIS-ID: 25386 Objekt-ID: 21813                                       | Tobelweg 6 Standort KG: Mittelberg                                      | | BDA-Hist.: Q37893206 Status: Bescheid Stand der BDA-Liste: 2025-06-30 Name: Bauernhof, Paarhof GstNr.: 1929                                                                  |
| ja   | Datei hochladen | Kapelle, Mariahilf HERIS-ID: 25388 Objekt-ID: 21815                                       | bei Unterwestegg 25a Standort KG: Mittelberg                            | Die rechteckige Kapelle mit Satteldach und spitzem Glockenturm wurde im Jahr 1796 an Stelle eines älteren Bildstocks erbaut. Im Inneren steht ein vermutlich aus dem Pustertal stammender spätgotischer Flügelaltar. | BDA-Hist.: Q37893243 Status: Bescheid Stand der BDA-Liste: 2025-06-30 Name: Kapelle, Mariahilf GstNr.: .155 Mariahilfkapelle Unterwestegg                                    |
| ja   | Datei hochladen | Grenzgasthof Walserschanz HERIS-ID: 244498seit 2024                                       | Walserschanz 2 Standort KG: Mittelberg                                  | Der Grenzgasthof Walserschanz wurde 1936 errichtet. | BDA-Hist.: Q126122418 Status: Bescheid Stand der BDA-Liste: 2025-06-30 Name: Grenzgasthof Walserschanz GstNr.: .195 Grenzgasthof Walserschanz                                |
| ja   | Datei hochladen | Dorfbrunnen HERIS-ID: 5670 Objekt-ID: 1541                                                | bei Walserstraße 271 Standort KG: Mittelberg                            | | BDA-Hist.: Q37846637 Status: § 2a Stand der BDA-Liste: 2025-06-30 Name: Dorfbrunnen GstNr.: 3847                                                                             |
| ja   | Datei hochladen | Wohnhaus, ehem. Mesner- und Schulhaus HERIS-ID: 5669 Objekt-ID: 1540                      | Walserstraße 271 Standort KG: Mittelberg                                | | BDA-Hist.: Q37846626 Status: § 2a Stand der BDA-Liste: 2025-06-30 Name: Wohnhaus, ehem. Mesner- und Schulhaus GstNr.: .473                                                   |
| ja   | Datei hochladen | Wohnhaus, Haus Drechsel, ehemaliges Wirtshaus zum Mohren HERIS-ID: 25390 Objekt-ID: 21817 | Walserstraße 377 Standort KG: Mittelberg                                | Das 1459 errichtete Walserhaus gegenüber der Kirche befand sich im zweiten Jahrzehnt des 21. Jahrhunderts in zunehmend desolatem Zustand, bis es von neuen Eigentümern saniert wurde und als Wohn- und Bürohaus Verwendung fand. Anmerkung: Auf dem Bild ist das Haus in seinem Zustand vor der Sanierung zu sehen. | BDA-Hist.: Q37893279 Status: Bescheid Stand der BDA-Liste: 2025-06-30 Name: Wohnhaus, Haus Drechsel, ehemalige Wirtshaus zum Mohren GstNr.: 2761/8 Haus Drechsel, Mittelberg |
| ja   | Datei hochladen | Kath. Pfarrkirche hl. Mariä Opferung HERIS-ID: 25397 Objekt-ID: 21824                     | Standort KG: Mittelberg                                                 | Die 1894 geweihte Pfarrkirche Riezlern wurde als Ersatz für einen baufällig gewordenen gotischen Vorgängerbau in neuromanischem Stil errichtet. Zur Ausstattung zählen zahlreiche Gemälde des Künstlers Martin von Feuerstein. | BDA-Hist.: Q1896211 Status: § 2a Stand der BDA-Liste: 2025-06-30 Name: Kath. Pfarrkirche hl. Mariä Opferung GstNr.: 132 Maria Opferung (Riezlern)                            |
| ja   | Datei hochladen | Sühnekreuz HERIS-ID: 25431 Objekt-ID: 21858                                               | Walserstraße 388, in der Nähe Standort KG: Mittelberg                   | Wuchtiges steinernes Kreuz, ca. 1 m hoch mit 2 Begleitsteinen. Der Legende nach ein Sühnekreuz für einen mehrfachen Brudermord in Bödmen, die Steine nebenbei sind Züüga (‚Zeugen‘ des Verbrechens). Anmerkung: Zwei weitere dazugehörige Kreuze befanden sich an der Sonnhalde in Bödmen und beim heutigen Café Behringer. Ein sehr beschädigtes Kreuz steht beim Parkplatz der Walmendingerhorn-Bahn. | BDA-Hist.: Q37893730 Status: Bescheid Stand der BDA-Liste: 2025-06-30 Name: Sühnekreuz GstNr.: 2813/1                                                                        |